# 河北老年大学
河北老年大学是一所位于中华人民共和国河北省石家庄市的老年大学，成立于1987年。目前与河北工业职业技术大学联合办学，校址位于石家庄市红旗大街333号。

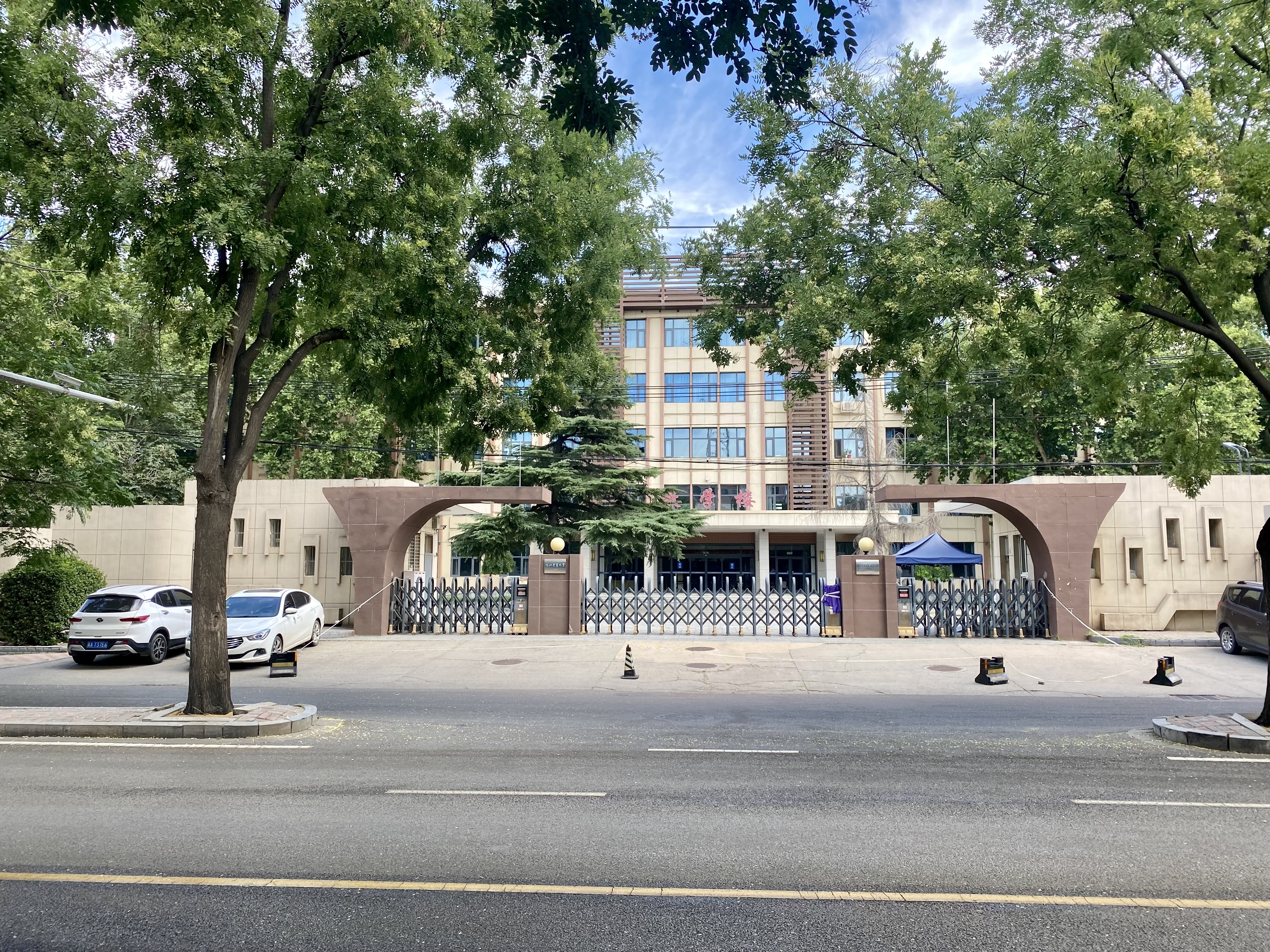
南门
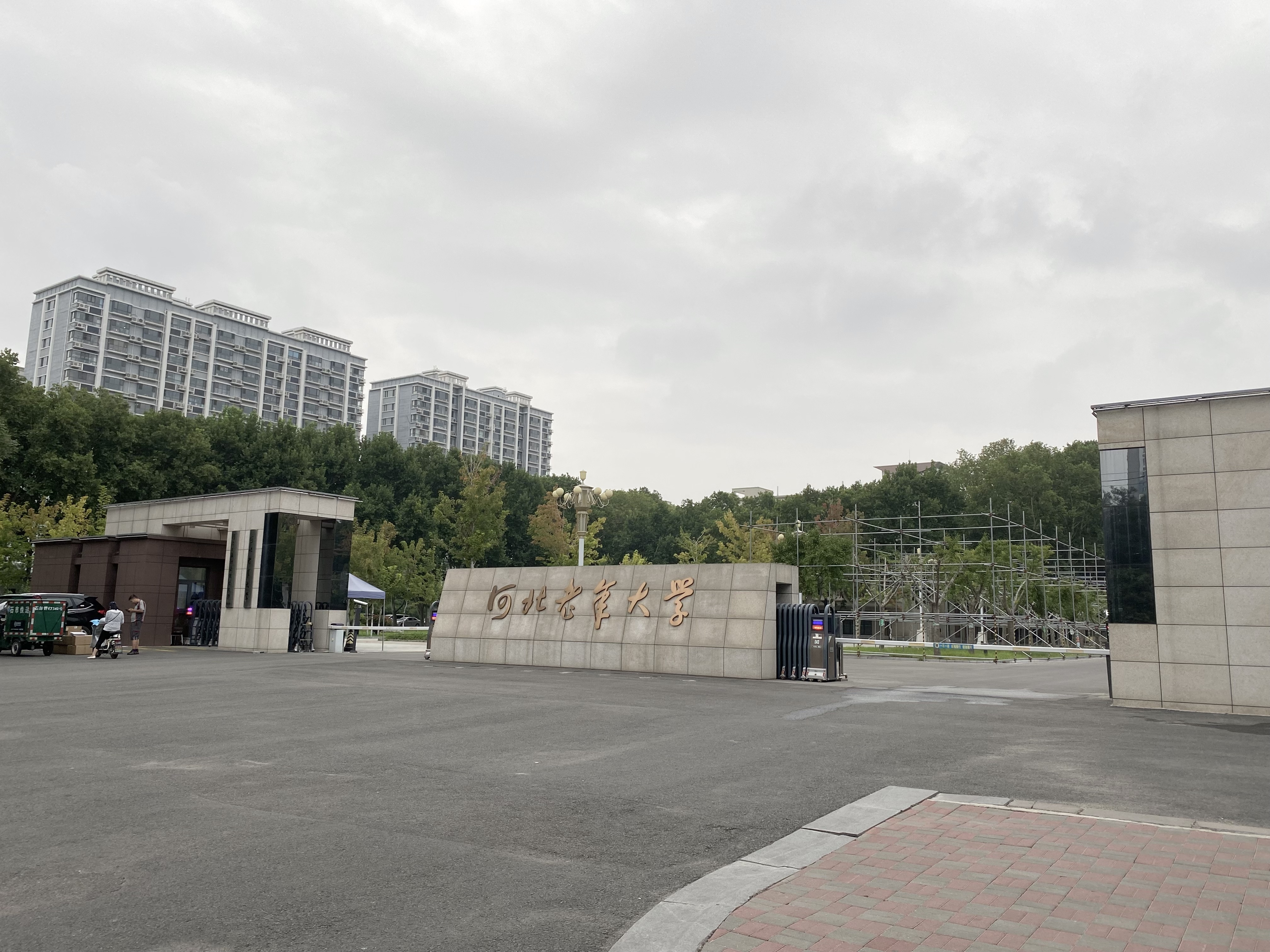
正门

河北老年大学为当地老年人提供文化学习和活动的空间。